# Ngọc Linh, Vị Xuyên
Ngọc Linh là một xã thuộc huyện Vị Xuyên, tỉnh Hà Giang, Việt Nam.

## Địa lý
Xã Ngọc Linh có vị trí địa lý:
- Phía đông giáp xã Ngọc Minh và xã Bạch Ngọc
- Phía tây giáp thị trấn Nông trường Việt Lâm và thị trấn Vị Xuyên
- Phía nam giáp xã Bạch Ngọc và xã Trung Thành
- Phía bắc giáp xã Phú Linh và xã Linh Hồ.

Xã Ngọc Linh có diện tích 47,49 km², dân số năm 2019 là 5.025 người, mật độ dân số đạt 106 người/km².

## Hành chính
Xã Ngọc Linh được chia thành 16 thôn, bản: Khuổi Vài, Ngọc Hà, Ngọc Thượng, Lăng Mu, Năm Đăm, Cốc Thổ, Khuổi Khà, Tân Phong, Nà Qua, Tân Lập, Lũng Loét, Nậm Thanh, Nậm Dầu, Ngọc Quang, Nậm Nhùng, Đội 5.

## Lịch sử
Ngày 29 tháng 8 năm 1994, Chính phủ ban hành Nghị định số 112/1994/NĐ-CP về việc thành lập xã Ngọc Linh trên cơ sở điều chỉnh một phần diện tích và dân số của các xã Linh Hồ, Bạch Ngọc, Đạo Đức và thị trấn Nông trường Việt Lâm.